# 시기산시타역
시기산시타역(일본어: 信貴山下駅)은 일본 나라현 이코마군 산고정에 위치한 긴키 닛폰 철도 이코마 선의 철도역이다. 역 번호는 G 27이며, 상대식 승강장 2면 2선의 구조를 갖춘 지상역이다.

## 타는 곳
| 1 | G 이코마 선 | 하행 | 오지 방면   |
| 2 | G 이코마 선 | 상행 | 이코마 방면 |

## 이용 현황
- 2005년 11월 8일 : 3,364명
- 2008년 11월 18일 : 3,244명
- 2010년 11월 9일 : 3,204명
- 2012년 11월 13일 : 3,031명
- 2015년 11월 10일 : 3,187명

## 역 주변
- 산고 정청
- 야마토강

## 인접 역
| 긴키 닛폰 철도 이코마 선     | 긴키 닛폰 철도 이코마 선 | 긴키 닛폰 철도 이코마 선 |
| ---------------------------- | ------------------------ | ------------------------ |
| G26 세야키타구치 이코마 방면 | G 이코마 선              | 오지 G28 오지 방면       |